# Pandanus atropurpureus
Pandanus atropurpureus är en enhjärtbladig växtart som beskrevs av Elmer Drew Merrill och Lily May Perry. Pandanus atropurpureus ingår i släktet Pandanus och familjen Pandanaceae. Inga underarter finns listade.